# Häxan Surtant och den fruktansvärda fritiden
Häxan Surtant och den fruktansvärda fritiden är en svensk TV-serie som sändes 2008 till 2009. Programmet är den tredje serien med Häxan Surtant.

## Handling
Häxan Surtant blir bostadslös då hon inte betalat sin lägenhetshyra på 200 år. Hon flyttar därmed hem till sin mamma Harriet, som är halvgalen. När hon väl flyttat in bestämmer hon sig för att prova på olika fritidsintressen, men ingenting går som hon tänkt sig.

## Om serien
Serien vann Kristallen 2009 i kategorin Årets barnprogram.
Serien gavs ut på DVD 2010. Den har även legat uppe på SVT Play.

## Avsnitt
1. Samla, sänd 1 november 2008
2. Keramik, sänd 8 november 2008
3. Spela i band, sänd 15 november 2008
4. Dansa tango, sänd 22 november 2008
5. Främmande språk, sänd 29 november 2008
6. Amatörteater, sänd 27 december 2008
7. Spela kort, sänd 3 januari 2009
8. Bygga modell, sänd 9 januari 2009
9. Innebandy, sänd 16 januari 2009
10. Kaninhoppning, sänd 23 januari 2009[6]

## Rollista (i urval)
- Katrin Sundberg - Häxan Surtant
- Birgitta Andersson - Halvgalna Häxmamman Harriet
- Torbjörn Harr - Trollet Tryggve
- Kajsa Reingardt - Fisförnäma Fén Felicia
- Åke Lundqvist - Gråtmilda Gråvätten Greger
- Mats Ågren - Rosenrasande Riddaren Ragnar
- Anna Blomberg - Misstänksamma Monstret Margit
- Safa Safiyari - Programledartrollet
- Gertie Hede - Trollmor[2]